# 卡尔纳瓦德
卡尔纳瓦德（Karnawad），是印度中央邦德瓦斯县的一个城镇。总人口10254（2001年）。

## 人口
该地2001年总人口10254人，其中男性5232人，女性5022人；0—6岁人口1882人，其中男929人，女953人；识字率41.16%，其中男性为53.29%，女性为28.53%。